# Інтерферон альфа-2b
Інтерферон альфа-2b (IFNα-2b, ІФНα-2b) — білковий імуномодулятор, противірусний та протипухлинний препарат. Володіє пірогенними властивостями, як і всі інтерферони. Інтерферони виробляються клітинами тіла для боротьби з інфекціями та пухлинами, проте інтерферон альфа-2b є синтетичним[прояснити].
За зовнішнім виглядом є гігроскопічним порошком білого кольору. Виробляється за великою кількістю комерційних найменувань, входить до складу низки комбінованих лікарських засобів.
Це рекомбінантна форма білка інтерферону альфа-2, яка спочатку була секвенована та отримана рекомбінантно в кишковій паличці в лабораторії Чарльза Вайсмана в Цюрихському університеті в 1980 році.  Вона була розроблена у Biogen і зрештою продавалась компанією Schering-Plough під торговою назвою Intron-A.

## Фармакодинаміка
Активність інтерферону альфа-2b становить {\displaystyle 2{,}6\cdot 10^{8}~{\text{MO}}} (Міжнародних одиниць) для 1 мг препарату.
Інтерферон альфа-2b здійснює антипроліферативну дію щодо культури клітин людини та тварин, а також щодо ксенотрансплантатів пухлин людини та тварин. In vitro показана імуномодулююча активність.
Показано противірусну активність in vitro і in vivo, хоча механізм її досі незрозумілий — імовірно, препарат змінює метаболізм клітин організму.

## Фармакокінетика
Фармакокінетику інтерферону альфа-2b вивчали у здорових добровольців.
Препарат вводили підшкірно (5 та 10 млн МО), внутрішньом'язово (5 млн МО) та внутрішньовенно (5 млн МО протягом 30 хвилин).
За дози 5 млн МО максимальної сироваткової концентрації досягнено через 3-12 год, період напіввиведення становив 2-3 год, концентрація в крові ставала нижче межі виявлення через 16 год.
За дози 10 млн МО підшкірно максимальна концентрація — 6-8 год, напіввиведення — 6-7 годин, не виявляється в крові — 24 години.
При внутрішньовенному введенні максимальна концентрація досягалася наприкінці інфузії, швидко знижувалася, період напіввиведення — 2 години, не визначалася через 4 години після закінчення інфузії.
У клінічних дослідженнях визначали вміст антитіл, що нейтралізують противірусну активність інтерферону у сироватці крові. Частота виявлення таких антитіл становила 2,9 % в онкологічних хворих та 6,2 % у хворих на хронічний гепатит. Титр антитіл був низьким, не було втрати імунної відповіді (швидше за все пов'язано з низьким титром антитіл), не спостерігались аутоімунні реакції.

## Показання до застосування
Хронічний гепатит В і C, волосатоклітинний лейкоз, хронічний мієлолейкоз, множинна мієлома, фолікулярна лімфома, метастатичний рак нирок, злоякісна меланома, карциноїдні пухлини , хвороба Бехчета.

## Ефективність
У лікуванні застуди (легкої ГРВІ) неефективний, ефективний тільки для профілактики на початку прийому до прояву симптомів захворювання, в пероральній профілактиці грипу низькими дозуваннями не має ефекту.
Ін'єкції інтерферону альфа-2b можуть призводити до серйозних побічних ефектів, які можуть включати інфекції, депресію, ішемічні або автоімунні розлади.

### Макулодистрофія
Інтерферон альфа-2b неефективний при лікуванні неоваскулярної вікової макулярної дегенерації (макулодистрофії). Шкода від такого лікування перевищує користь.

### COVID-19
У неконтрольованому дослідженні експериментальна терапія інтерфероном альфа-2b знижувала вірусне навантаження у верхніх дихальних шляхах, а також призводила до зниження тривалості підвищених рівнів інтерлейкіну-6 та С-реактивного білка в крові. Однак для підтвердження даних потрібні додаткові дослідження.

## Препарати на основі інтерферону альфа-2b
| Препарат   | Виробник                                          | Лікарська форма                     |
| ---------- | ------------------------------------------------- | ----------------------------------- |
| Назоферон  | АТ «Фармак»                                       | Спрей, назальні краплі              |
| Лаферобіон | ФЗ «БІОФАРМА»                                     | Супозиторії, спрей, назальні краплі |
| Альфарекін | ТОВ «Науково-виробнича компанія «Інтерфармбіотек» | Супозиторії, ліофілізат             |
| Окоферон   | ФЗ «БІОФАРМА»                                     | Очні краплі                         |